# Técnica de arrasto de flanela

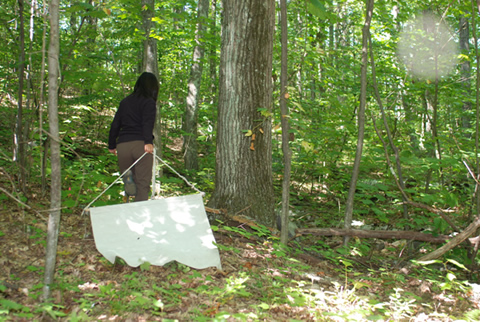
Um pesquisador a coletar carrapatos utilizando-se do método.

A técnica de arrasto de flanela é um método de coleta de carrapatos, existente na pesquisa da parasitologia.
Este método pode co-existir com o método de captura com gelo seco.